# Edelsteinfasser

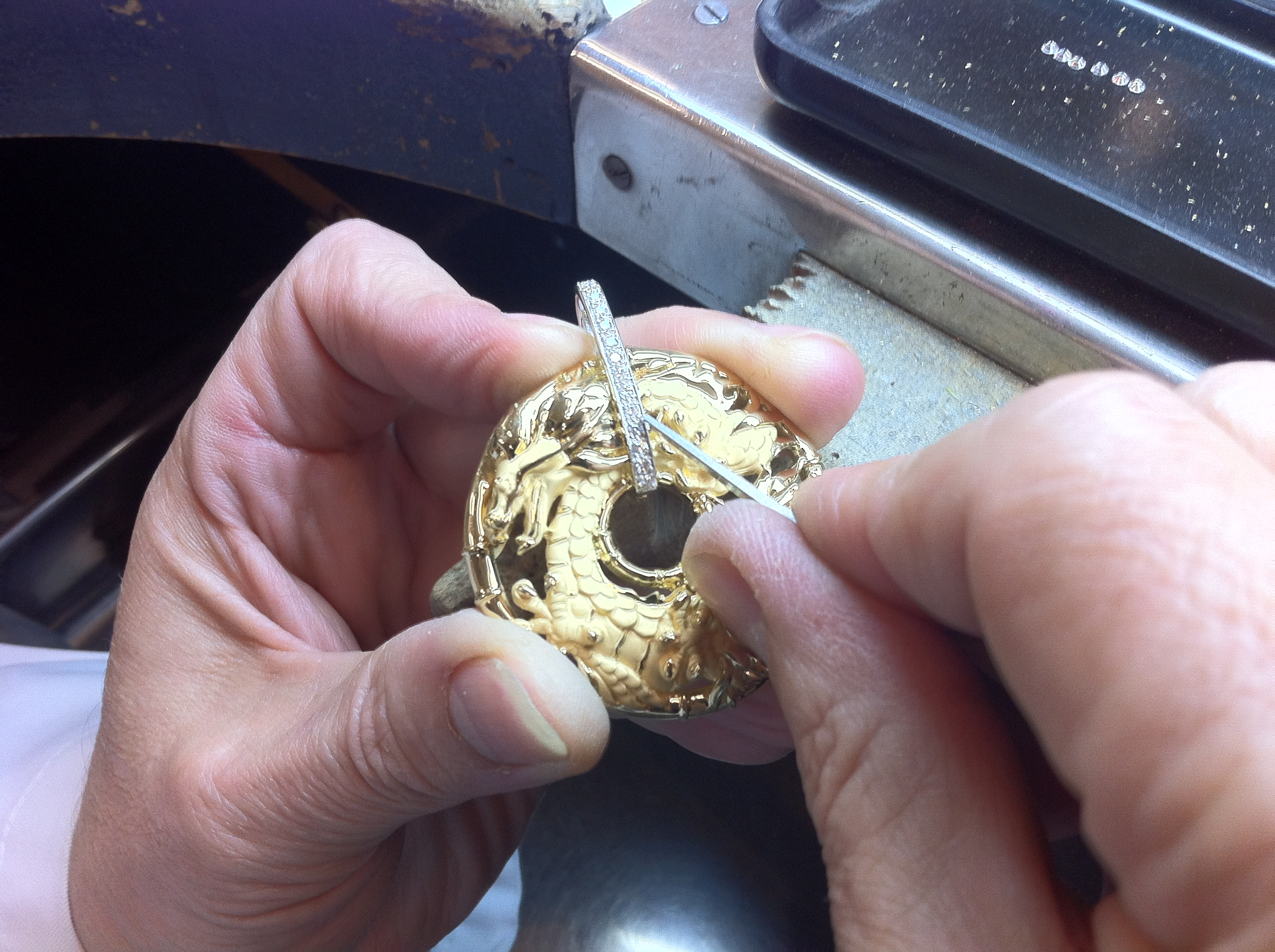
Edelsteinfasser befestigt mit einem Fasserpunzen eine Reihe Diamanten an einem Anhänger.

Edelsteinfasser (französisch Sertisseur) ist eine Berufsbezeichnung. Die Kurzform ist Fasser. Veraltete Bezeichnungen sind Schmucksteinfasser oder Juwelenfasser.
Der Edelsteinfasser hat sich aus dem Goldschmiedeberuf im Sinne der Arbeitsteilung heraus entwickelt. Er ist spezialisiert auf das „Fassen“, d. h. das Einsetzen der vom Steinschleifer bearbeiteten Edelsteine in die vom Goldschmied angefertigten Metallkonstruktionen. Es existieren verschiedene Formen der Edelsteinfassung wie Chatons (Chatonfassung), Krappen (Krappenfassung), Zargen (Zargenfassung), Pave (Verschnittfassung) oder andere Formen und Flächen, die Bestandteil des jeweiligen Schmuckstücks sind.

## Aufgabenbereich
Da alle Edelsteine, was ihre Härte, Mohshärte, Spaltbarkeit und Sprödigkeit betrifft, unterschiedliche Eigenschaften besitzen, unterliegt es seinem Können, die Steine in die vorbereiteten Edelmetalle so einzusetzen, dass sie keinen Schaden nehmen und in der Edelsteinfassung dauerhafte Fixierung im Schmuck finden. Die jeweiligen Steine werden nicht verklebt. Sie müssen je nach Anspruch des Fassers bzw. des Auftraggebers fest in der Fassung sitzen und nicht klappern oder wackeln.
Dazu benutzt der Edelsteinfasser einen so genannten Fasserpunzen, ein quadratisches Stahlstück, das an seinem vorderen Ende so zugerichtet wurde, dass es eine feine, polierte und verrundete Kante bildet. Mit einem speziellen Hammer (Ziselier- oder Fasserhammer – hinten eine Art Kugel, vorn eine große runde Fläche am Hammerkopf) wird der Punzen, von der Hand geführt, über den leicht über den Edelstein überstehenden Metallrand bzw. Zargenrand geführt. Dabei wird dieser an den Stein gedrückt, bis er ihn anschmiegend umschließt und befestigt. Mit einem heutzutage modernen mechanischen Fasserhammer wird die sonst von Hand mit dem Hammer ausgeführte schnelle Schlagbewegung, über einen Elektromotor gesteuert, in ein Handstück übersetzt, in dem der Stahlpunzen eingeschraubt ist und mit dem sich dann ebenfalls das Edelmetall an den Edelstein antreiben lässt. Diese Fassart wird bezeichnet als Zargenfassung.
Neben dem oben beschriebenen Eintreiben von Edelsteinen bietet sich die Möglichkeit der Verschnittfassung. Bei der Verschnittfassung können einzelne oder mehrere Steine in der Fläche gefasst werden. Hierbei können die Edelsteine in einer Reihe angeordnet werden oder auch flächendeckend über eine größere Fläche, auch bezeichnet als Pavé Kopfsteinpflaster (Pavé-Sektoren) Verschnittfassung. In dieser bestimmten Anordnung kann sich das Muster der platzierten Edelsteine über die Fläche hinweg, in einer sich wiederholenden und endlosen Sechseck (Hexagon) Anordnung fortsetzen.
Bei dieser Technik wird später eine Metalloberfläche eingefräst, in die anschließend die Edelsteine eingesetzt werden. Danach werden zwei, vier oder mehrere Körner mit einem Stichel über jeden Stein an- und freigestochen. Der Edelsteinfasser veredelt beinahe jede Edelsteinfassung mit einer hochglänzenden und abschließenden Schnittkante.
Des Weiteren besteht die Möglichkeit der Krappenfassung und Chatonfassung. Hierbei wird der Stein von mehreren Krappen über einer Öse oder nur durch die Krappen fixiert.
Dem Fasser stehen heutzutage eine Vielzahl weitere spezialisierte moderne Werkzeuge zur Verfügung wie Mikroskope, automatische Stichel und viele unterschiedliche Arten, Edelsteine in Schmuck und Uhren zu fassen.

## Ausbildung
Die Ausbildung zum Fasser wird unter anderem an der Goldschmiedeschule mit Uhrmacherschule in Pforzheim und der BBS Idar-Oberstein Harald-Fissler-Schule (ehemalige BBS Technik Harald-Fissler-Schule Idar-Oberstein) in Idar-Oberstein angeboten.